# Farby procesowe

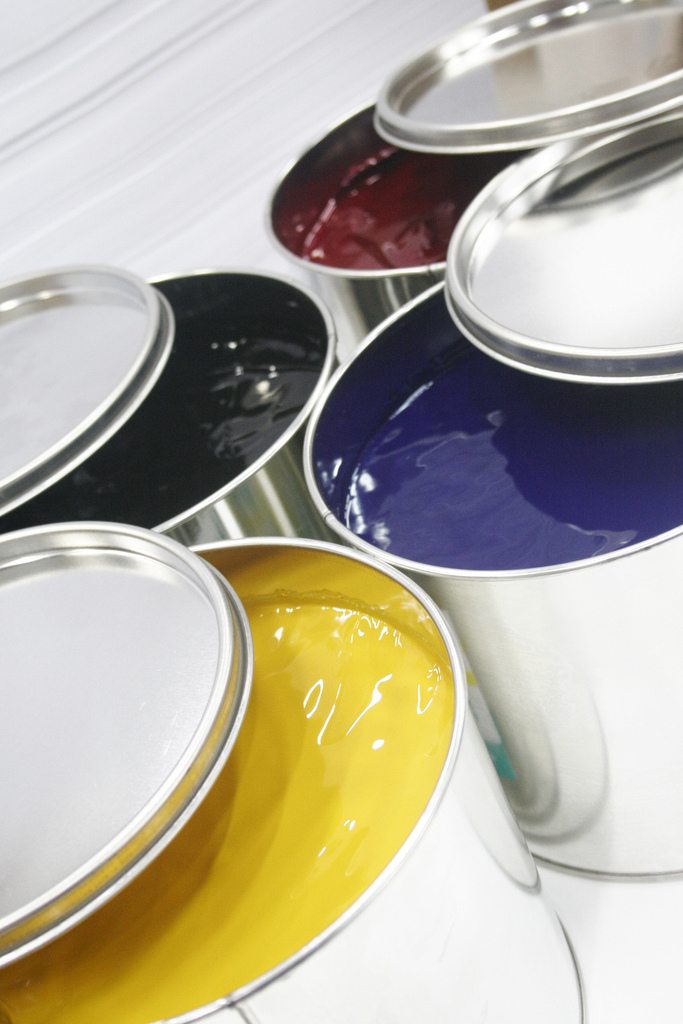
Pojemniki z farbami procesowymi z zestawu farb CMYK

Farby procesowe – w poligrafii zestaw kilku (np. trzech, czterech lub sześciu) farb przy pomocy których – stosując technikę rastrowania obrazu i separacji barw – możliwe jest zadowalające odtworzenie palety barw naturalnych na reprodukowanym obrazie poligraficznym.
Z koła barw wynika, że teoretycznie możliwe jest odtworzenie całej skali barw widzialnych przez dobór odpowiednich proporcji trzech kolorów, np. błękitnego, bordowego i żółtego (ang. cyan, magenta, yellow; w skrócie oznaczanych literami C, M, Y). W praktyce jednak na ogół nie wystarczy użyć tylko tych trzech (tzw. triadowych) farb, by uzyskać efekt zadowalający, zatem stosuje się jeszcze czwartą farbę, czarną (oznaczaną literą K – od ostatniej litery w angielskiej nazwie black). Te cztery farby procesowe (oznaczane skrótowo jako CMYK) stosowane są praktycznie we wszystkich drukarniach, zajmujących się drukiem produktów, na których znajdują się reprodukcje kolorowych fotografii (obecnie praktycznie cała prasa i znaczna liczba wydawnictw książkowych, a także część zakładów drukujących opakowania).
W drukarniach produkujących wydawnictwa wyższej jakości (np. albumy) stosuje się większą ilość farb procesowych, np. zestaw Hexachrome – sześciu farb (oprócz czterech CMYK jeszcze pomarańczową orange i zieloną green, stąd określenie CMYKOG).
Farby procesowe, w zależności od przeznaczenia i technologii ich wykonania, dzielą się na kilka kategorii. Mogą być produkowane na bazie spoiw mineralnych bądź na bazie spoiw roślinnych; mogą być do zastosowań uniwersalnych (a w tym np. być szczególnie odporne na ścieranie bądź wykazywać się cechą przyspieszonego utrwalania) lub specjalnych (np. utrwalane ultrafioletem lub przeznaczone do druku na podłożach niewsiąkliwych lub bezzapachowe). Wymagania stawiane parametrom, jakie powinny spełniać farby drukowe oraz produkowane przy ich użyciu druki barwne opisują normy ISO 2846 "Technologia poligraficzna; barwa i przezroczystość odbitek wielobarwnych" i ISO 12647 "Technologia poligraficzna; kontrola procesów wykonywania wyciągów barwnych, odbitek próbnych i nakładowych".